# لیام فری
لیام فری (انگلیسی: Liam Fray؛ زادهٔ ۱۵ مهٔ ۱۹۸۵) موسیقی‌دان، خواننده-ترانه‌پرداز، گیتارنواز اهل بریتانیا است. وی از سال ۲۰۰۵ میلادی تاکنون مشغول فعالیت بوده‌است. فری خواننده اصلی و گیتاریست گروه موسیقی ایندی راک بریتانیایی د کورتینرز است.